# Thuir (kanton)
Thuir var en fransk kanton til 2015 beliggende i departementet Pyrénées-Orientales i regionen Languedoc-Roussillon. Kantonen blev nedlagt i forbindelse med en reform, der reducerede antallet af kantoner i Frankrig.
Thuir bestod af 17 kommuner i 2015:
- Thuir (hovedby)
- Ponteilla
- Llupia
- Trouillas
- Villemolaque
- Fourques
- Tresserre
- Brouilla
- Passa
- Terrats
- Saint-Jean-Lasseille
- Camélas
- Castelnou
- Llauro
- Tordères
- Sainte-Colombe-de-la-Commanderie
- Caixas

## Historie
31. januar 1985 blev Bages og Ortaffa overført fra Thuir til kantonen Elne.